# Barma diversa
Barma diversa är en insektsart som först beskrevs av William Lucas Distant 1906.  Barma diversa ingår i släktet Barma och familjen kilstritar. Inga underarter finns listade i Catalogue of Life.